# Roman Pichler
Roman Pichler – włoski saneczkarz, złoty medalista mistrzostw świata.

## Kariera
Największy sukces w karierze Pichler osiągnął w 1961 roku, kiedy w parze z Carlo Prinothem zdobył złoty medal w dwójkach podczas mistrzostw świata w Girenbad. Był to jednak jedyny medal wywalczony przez niego na międzynarodowej imprezie tej rangi. Prinoth i Pichler wyprzedzili tam swych rodaków: Davida Marodera i Raimondo Prinotha oraz parę austriacką: Helmut Thaler i Reinhold Senn. Nigdy nie wystąpił na igrzyskach olimpijskich.